# Rilski manastir
Rilski manastir este o arie protejată (arie specială de conservare — SAC, sit de importanță comunitară — SCI, arie de protecție specială avifaunistică — SPA) din Bulgaria întinsă pe o suprafață de 25.299,8 ha, integral pe uscat.

## Localizare
Centrul sitului Rilski manastir este situat la coordonatele 42°07′27″N 23°21′53″E / 42.1242°N 23.3647°E.

## Înființare
Situl Rilski manastir a fost declarat sit de importanță comunitară în martie 2007 pentru a proteja 1 specie de plante și 60 de specii de animale. Alte tipuri de protecție:
- arie de protecție specială avifaunistică (în mai 2011)[2]
- arie specială de conservare (în martie 2021)[1][3][4]

## Biodiversitate
Situată în ecoregiunea alpină, aria protejată conține 26 de habitate naturale: Ape stătătoare oligotrofe până la mezotrofe, cu vegetație de Littorelletea uniflorae și/sau de Isoëto-Nanojuncetea, Lacuri și iazuri distrofice naturale, Cursuri de apă de la nivel de câmpie la nivel montan, cu vegetație Ranunculion fluitantis și Callitricho-Batrachion, Pajiști alpine și boreale, Tufărișuri cu Pinus mugo și Rhododendron hirsutum (Mugo-Rhododendretum hirsuti), Tufărișuri subarctice cu Salix spp., Pajiști boreale și alpine pe substrat silicios, Pajiști alpine și subalpine calcaroase, Formațiuni ierboase bogate în specii de Nardus, dezvoltate pe substraturi silicioase în zone montane (și în zone submontane, în Europa continentală), Pajiști acidofile oro-moezice, Liziere de ierburi înalte hidrofile de câmpie și de nivel montan până la alpin, Fânețe montane, Mlaștini turboase de tranziție și turbării mișcătoare, Grohotișuri silicioase de la nivelul montan până la nivelul zăpezii (Androsacetalia alpinae și Galeopsietalia ladani), Grohotișuri calcaroase și de șisturi calcaroase de la nivelul montan până la nivelul alpin (Thlaspietea rotundifolii), Pante stâncoase silicioase cu vegetație casmofită, Păduri de fag Luzulo-Fagetum, Păduri de fag Asperulo-Fagetum, Păduri de stejar și carpen Galio-Carpinetum, Păduri pe pante, grohotișuri și ravene de Tilio-Acerion, Păduri de brad argintiu moezice, Păduri de pini scoțieni din masivele Balcanilor și Rodopilor, Mlaștini împădurite, Păduri aluvionare cu Alnus glutinosa și Fraxinus excelsior (Alno-Padion, Alnion incanae, Salicion albae), Păduri acidofile de Picea de la nivel montan la nivel alpin (Vaccinio-Piceetea), Păduri de pin oro-mediteraneene de altitudine.
La baza desemnării sitului se află mai multe specii protejate:
- plante (1): Tozzia carpathica
- păsări (36): uliu porumbar (Accipiter gentilis), uliu păsărar (Accipiter nisus), fluierar de munte (Actitis hypoleucos), minunița (Aegolius funereus), vulturul negru (Aegypius monachus), potârnichea de stâncă (Alectoris graeca graeca), acvilă de munte (Aquila chrysaetos), acvilă țipătoare mare (Aquila clanga), acvilă de câmp (Aquila heliaca), acvilă țipătoare mică (Aquila pomarina), cocoșul de mesteacăn (Bonasa bonasia), șorecarul comun (Buteo buteo), caprimulg (Caprimulgus europaeus),  prundaș gulerat mic (Charadrius dubius), barză albă (Ciconia ciconia), barză neagră (Ciconia nigra), șerpar (Circaetus gallicus), erete vânăt (Circus cyaneus), cristeiul de câmp (Crex crex), ciocănitoare cu spate alb (Dendrocopos leucotos), ciocănitoarea de stejar (Dendrocopos medius), ciocănitoare neagră (Dryocopus martius), Falco biarmicus, șoim dunărean (Falco cherrug), șoim călător (Falco peregrinus), șoimul rândunelelor (Falco subbuteo), vânturel roșu (Falco tinnunculus), muscar (Ficedula parva), ciuvică (Glaucidium passerinum), acvilă pitică (Hieraaetus pennatus), sfrâncioc roșiatic (Lanius collurio), ciocârlie de pădure (Lullula arborea), viespar (Pernis apivorus), ciocănitoare de munte (Picoides tridactylus), ciocănitoare verzuie (Picus canus),  cocoș de munte (Tetrao urogallus)
- amfibieni (2): izvoraș-cu-burta-galbenă (Bombina variegata), Triturus karelinii
- mamifere (10): liliac cârn (Barbastella barbastellus), lupul (Canis lupus), vidră de râu (Lutra lutra), liliac cu urechi mari (Myotis bechsteinii), liliac cărămiziu (Myotis emarginatus), liliac comun (Myotis myotis), liliacul mare cu potcoavă (Rhinolophus ferrumequinum), liliacul mic cu potcoavă (Rhinolophus hipposideros), Rupicapra rupicapra balcanica, urs brun (Ursus arctos)
- nevertebrate (10): Austropotamobius torrentium, Cucujus cinnaberinus, fluturele auriu (Euphydryas aurinia), Euplagia quadripunctaria, rădașcă (Lucanus cervus), croitorul cenușiu al stejarului (Morimus funereus), Osmoderma eremita, Paracaloptenus caloptenoides, Polyommatus eroides, Rosalia alpina
- reptile (2): țestoasa de baltă (Emys orbicularis), țestoasă bănățeană (Testudo hermanni)

Pe lângă speciile protejate, pe teritoriul sitului au mai fost identificate 15 specii de plante, 4 specii de amfibieni, 1 specie de mamifere, 33 de specii de nevertebrate, 2 specii de pești, 9 specii de reptile.